# Alexandra Meissnitzer
Alexandra Meissnitzer (Abtenau, 18 giugno 1973) è un'ex sciatrice alpina austriaca.
Atleta di punta della nazionale austriaca tra gli anni 1990 e gli anni 2000, nel suo palmarès vanta, tra l'altro, tre medaglie olimpiche, tre iridate (tra le quali l'oro nel supergigante e nello slalom gigante a Vail/Beaver Creek 1999), una Coppa del Mondo generale, due di specialità e una Coppa Europa.

## Biografia

### Carriera sciistica

#### Stagioni 1990-1996
La Meissnitzer debuttò in campo internazionale in occasione dei Mondiali juniores di Zinal 1990 e nella successiva stagione 1990-1991 in Coppa Europa vinse sia la classifica generale, sia quelle di specialità di supergigante e di slalom gigante. In Coppa del Mondo ottenne il primo piazzamento di rilievo il 7 dicembre 1991 a Santa Caterina Valfurva, classificandosi 28ª in supergigante; nella stessa stagione si aggiudicò la medaglia d'argento nella discesa libera e la medaglia di bronzo nel supergigante ai Mondiali juniores di Maribor e vinse nuovamente la classifica di supergigante di Coppa Europa.
Esordì ai Giochi olimpici invernali a Lillehammer 1994, dove tuttavia non completò la prova di slalom gigante; in Coppa del Mondo ottenne la prima vittoria, nonché primo podio, il 7 dicembre 1995 a Val-d'Isère in supergigante. Debuttò ai Campionati mondiali a Sierra Nevada 1996, dove fu 16ª nella discesa libera, 23ª nel supergigante e non terminò lo slalom gigante; in quello stesso 1995-1996 fu 2ª nella classifica della Coppa del Mondo di supergigante superata dalla vincitrice, la tedesca Katja Seizinger, di 171 punti.

#### Stagioni 1997-1999
Nel 1997 ai Mondiali di Sestriere fu 17ª nella discesa libera e 13ª nel supergigante, mentre l'anno dopo ai XVIII Giochi olimpici invernali di Nagano 1998 vinse la medaglia d'argento nello slalom gigante, quella di bronzo nel supergigante e si classificò 8ª nella discesa libera; sempre nella stagione 1997- 1998 conquistò anche il 3º posto nella Coppa del Mondo di slalom gigante.
Nella stagione 1998-1999 la Meissnitzer raggiunse l'apice della carriera. Ai Mondiali di Vail/Beaver Creek 1999  s'impose come una dei protagonisti, vincendo due medaglie d'oro nel supergigante e nello slalom gigante e classificandosi 4ª nella discesa libera; in Coppa del Mondo ottenne tredici podi, con otto vittorie, e vinse sia la classifica generale con 493 punti di vantaggio sulla seconda classificata, la tedesca Hilde Gerg, sia quelle di supergigante (superando la connazionale Michaela Dorfmeister di 86 punti) e di slalom gigante (con 16 punti in più della compagna di squadra Anita Wachter), mentre nella Coppa del Mondo di discesa libera si classificò 2ª con 142 punti di distacco da un'altra austriaca, Renate Götschl.

#### Stagioni 2000-2005
All'inizio della stagione 1999-2000 subì un grave infortunio al ginocchio sinistro durante le prove della discesa libera di Coppa del Mondo a Lake Louise; rientrò nel circuito dopo oltre un anno di sosta forzata e ai Mondiali di Sankt Anton 2001 si classificò 11ª nella discesa libera, 8ª nel supergigante e non terminò lo slalom gigante. L'anno dopo ai XIX Giochi olimpici invernali di Salt Lake City 2002 fu 4ª sia nel supergigante, sia nello slalom gigante, mentre in Coppa del Mondo si piazzò al 2º posto nella classifica di supergigante, battuta dalla Gerg per 107 punti.
Ai Mondiali di Sankt Moritz 2003 vinse la sua ultima medaglia iridata, l'argento nella discesa libera; si classificò inoltre 5ª nel supergigante, mentre non terminò lo slalom gigante. Due anni dopo, nella rassegna iridata di Bormio/Santa Caterina Valfurva, fu 22ª nella discesa libera e non terminò il supergigante.

#### Stagioni 2006-2008
Il 4 dicembre 2005 vinse a Lake Louise in supergigante la sua ultima gara di Coppa del Mondo; ai successivi XX Giochi olimpici invernali di Torino 2006, suo congedo olimpico, la Meissnitzer si aggiudicò la medaglia di bronzo nel supergigante e si piazzò 8ª nella discesa libera. A fine stagione in Coppa del Mondo risultò nuovamente 2ª nella classifica di supergigante, superata dalla Dorfmeister di 189 punti.
Ai suoi ultimi Mondiali, Åre 2007, piazzò 8ª nel supergigante. L'8 dicembre dello stesso anno s'infortunò nuovamente nella discesa libera di Aspen a causa di una rovinosa caduta dovuta alla forte nevicata in atto. Tornata alle gare dopo un mese, riuscì a conquistare alcuni buoni piazzamenti durante la stagione, tra cui il podio (3º posto) nel supergigante durante le finali di Bormio. Con questo risultato, conquistato il 13 marzo, chiuse la sua carriera.

## Altre attività

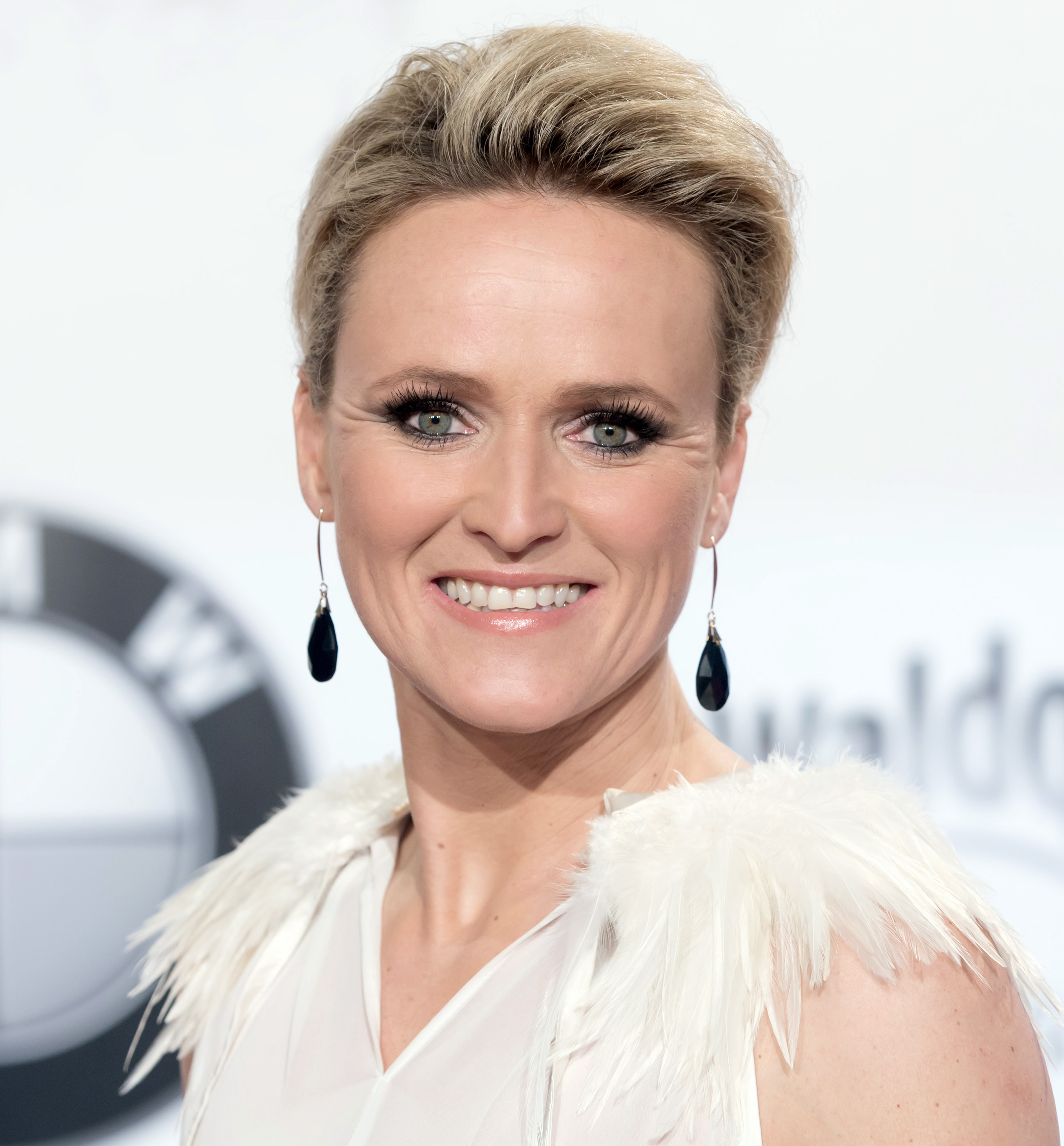
Alexandra Meissnitzer a Vienna nel 2015

Dal dicembre del 2008 è commentatrice sportiva delle gare di sci alpino femminili per la rete televisiva austriaca ORF.

## Palmarès

### Olimpiadi
- 3 medaglie:
  - 1 argento (slalom gigante a Nagano 1998)
  - 2 bronzi (supergigante a Nagano 1998; supergigante a Torino 2006)

### Mondiali
- 3 medaglie:
  - 2 ori (supergigante, slalom gigante a Vail/Beaver Creek 1999)
  - 1 argento (discesa libera a Sankt Moritz 2003)

### Mondiali juniores
- 2 medaglie:
  - 1 argento (discesa libera a Maribor 1992)
  - 1 bronzo (supergigante a Maribor 1992)

### Coppa del Mondo
- Vincitrice della Coppa del Mondo nel 1999
- Vincitrice della Coppa del Mondo di supergigante nel 1999
- Vincitrice della Coppa del Mondo di slalom gigante nel 1999
- 44 podi:
  - 14 vittorie
  - 13 secondi posti
  - 17 terzi posti

#### Coppa del Mondo - vittorie
| Data             | Località              | Paese       | Specialità |
| ---------------- | --------------------- | ----------- | ---------- |
| 7 dicembre 1995  | Val-d'Isère           | Francia     | SG         |
| 20 dicembre 1995 | Veysonnaz             | Svizzera    | SG         |
| 15 marzo 1998    | Crans-Montana         | Svizzera    | GS         |
| 19 novembre 1998 | Park City             | Stati Uniti | GS         |
| 29 novembre 1998 | Lake Louise           | Canada      | SG         |
| 10 dicembre 1998 | Val-d'Isère           | Francia     | SG         |
| 11 dicembre 1998 | Val-d'Isère           | Francia     | GS         |
| 19 dicembre 1998 | Veysonnaz             | Svizzera    | DH         |
| 24 gennaio 1999  | Cortina d'Ampezzo     | Italia      | GS         |
| 22 febbraio 1999 | Åre                   | Svezia      | GS         |
| 10 marzo 1999    | Sierra Nevada         | Spagna      | DH         |
| 4 gennaio 2004   | Megève                | Francia     | SG         |
| 11 dicembre 2004 | Altenmarkt-Zauchensee | Austria     | SG         |
| 4 dicembre 2005  | Lake Louise           | Canada      | SG         |

Legenda:

DH = discesa libera

SG = supergigante

GS = slalom gigante

### Coppa Europa
- Vincitrice della Coppa Europa nel 1991
- Vincitrice della classifica di supergigante nel 1991 e nel 1992
- Vincitrice della classifica di slalom gigante nel 1991

### Campionati austriaci
- 9 medaglie[3]:
  - 6 ori (discesa libera, supergigante nel 1994; supergigante nel 1998; slalom gigante nel 1999; supergigante nel 2002; slalom gigante nel 2004)
  - 2 argenti (slalom gigante nel 1992; discesa libera nel 1997)
  - 1 bronzo (supergigante nel 1997)

### Campionati austriaci juniores
- 6 medaglie[3]:
  - 3 ori (discesa libera, slalom gigante, combinata nel 1991)
  - 2 argenti (supergigante nel 1991; supergigante nel 1992)
  - 1 bronzo (supergigante nel 1990)

## Statistiche

### Podi in Coppa del Mondo
| Stagione/Specialità | Discesa libera | Discesa libera | Discesa libera | Supergigante | Supergigante | Supergigante | Slalom gigante | Slalom gigante | Slalom gigante | Slalom parallelo | Slalom parallelo | Slalom parallelo | Podi totali |
| ------------------- | -------------- | -------------- | -------------- | ------------ | ------------ | ------------ | -------------- | -------------- | -------------- | ---------------- | ---------------- | ---------------- | ----------- |
| Stagione/Specialità | 1º             | 2º             | 3º             | 1º           | 2º           | 3º           | 1º             | 2º             | 3º             | 1º               | 2º               | 3º               | Podi totali |
| 1992                |                |                |                |              |              |              |                |                |                |                  |                  |                  | 0           |
| 1993                |                |                |                |              |              |              |                |                |                |                  |                  |                  | 0           |
| 1994                |                |                |                |              |              |              |                |                |                |                  |                  |                  | 0           |
| 1995                |                |                |                |              |              |              |                |                |                |                  |                  |                  | 0           |
| 1996                |                | 1              | 1              | 2            |              | 1            |                |                | 2              |                  |                  |                  | 7           |
| 1997                |                |                |                |              |              |              |                |                |                |                  |                  |                  | 0           |
| 1998                |                |                | 1              |              |              |              | 1              | 2              | 1              |                  |                  | 2                | 7           |
| 1999                | 2              |                | 1              | 2            | 1            |              | 4              | 2              | 1              |                  |                  |                  | 13          |
| 2000                |                |                |                |              |              |              |                |                |                |                  |                  |                  | 0           |
| 2001                |                |                |                |              |              |              |                |                |                |                  |                  |                  | 0           |
| 2002                |                |                |                |              | 1            | 1            |                |                |                |                  |                  |                  | 2           |
| 2003                |                |                |                |              | 2            | 1            |                | 1              | 1              |                  |                  |                  | 5           |
| 2004                |                |                |                | 1            |              |              |                |                | 1              |                  |                  |                  | 2           |
| 2005                |                |                |                | 1            | 1            |              |                |                |                |                  |                  |                  | 2           |
| 2006                |                |                | 2              | 1            | 2            |              |                |                |                |                  |                  |                  | 5           |
| 2007                |                |                |                |              |              |              |                |                |                |                  |                  |                  | 0           |
| 2008                |                |                |                |              |              | 1            |                |                |                |                  |                  |                  | 1           |
| Totale              | 2              | 1              | 5              | 7            | 7            | 4            | 5              | 5              | 6              | 0                | 0                | 2                | 44          |
| Totale              | 8              | 8              | 8              | 18           | 18           | 18           | 16             | 16             | 16             | 2                | 2                | 2                | 44          |